# C大調交響曲 (比才)
C大調交響曲是乔治·比才的早期創作，該作品「顯示一名17歲學生在旋律、主題和配器等面向的傑出才能」。比才在1855年10月29日，也就是17歲生日後四天開始寫作這首交響曲，整個寫作進程則大約費時一個月。當時比才仍是巴黎音樂院的學生，向夏尔·古诺學習作曲，這首C大調交響曲明顯是課程需要的習作作品。作品完成後沒有演奏或者發表的計畫，在比才生前也從未演出，僅有部分素材被使用在他處。比才的書信往來內容中，沒有提及C大調交響曲，他的傳記作者對此也不知情。比才過世後，吉納維芙·阿萊維將這首交響曲（連同其他許多作品手稿）交給雷纳尔多·哈恩，後者再將這些稿件轉交給巴黎音樂院的圖書館保存。1933年，讓·尚塔瓦納發現了這些手稿，傳記作者D·C·帕克（Douglas Charles Parker）經手後，引起了指揮费利克斯·魏因加特纳的注意。1935年2月26日，魏因加特納在瑞士巴塞尔指揮了這首作品的正式首演。
作品的演後反應甚佳，許多人以孟德爾頌的《仲夏夜之夢》序曲比擬之，二位作曲家在各自相近的年齡完成了自己的傑作。C大調交響曲旋即成為各管弦樂團的常備曲目之一。1937年伦敦爱乐乐团錄製了全曲錄音（瓦爾特·戈爾指揮）。

## 背景

### 古諾的影響
咸認此交響曲是比才學生階段的習作作品，當時他受到古諾的影響甚深，後者在五〇年代的作品，包括《莎孚》（Sapho，1851年）、《尤利西斯》（Ulysses，1852年），以及D大調第1號交響曲（1855年）等，於比才都是顯著的啟示。1855年，在古諾的指導下，比才完成了三首作品，分別是歌劇《醫生之家》（La maison du docteur）、一首序曲、一首交響曲（即是此曲）。古諾的D大調交響曲則是在一年前開始創作，1854年年末完成，受到當時聽眾的歡迎。隔年古諾的交響曲在巴黎演出了8次之多。比才為古諾交響曲編寫了雙鋼琴的改編版本，而改編的工作則顯然對筆才自己的交響曲有了潛移默化的影響。部分人認為，正是因為體認到作品間的相似程度，使比才決定不發表自己的交響曲。
霍華德·沙內特（Howard Shanet）認為，比才「沿用了古諾交響曲中所有顯著的特色」。這些相似度極高的段落，顯示比才是有意識地對古諾致敬。改編古諾交響曲的過程中，比才也可以對古諾的配器法細節多加研究，這點加深了兩者作品的連結，也促進了比才作品的清晰程度。對此，比才也歸功於古諾。
上述的特點與精神，在比才交響曲的四個樂章都能得見。不過特別是在中間（第二、第三）樂章當中，不論是曲式、節奏和旋律線，都有更為明顯的相似之處。

### 臆測
由於比才本人幾乎從未提起這首交響曲，各種猜測於是油然而生。1938年的一份出版商資料顯示，
Choudens擁有比才這首小交響曲的所有權，卻從未發表，原因是比才本人的反對。[...]
沙內特則反對上述意見，他認為比才僅是因為與古諾作品間的近似，使他對自己的交響曲有所保留。
古諾的成功，或許化為了比才在寫作上的靈感，但也促使他決定隱藏自己的作品。當時古諾仍是法國最出名的作曲家，比才借用了前者的樂思（也是情理之內）。
值得一說的是，交響曲在當時（19世紀）的法國並不是流行的樂種，他們更重視大編制的劇場或歌劇創作。古諾便曾表示，作曲家要想出名，「只有寫作歌劇一途」。這個風氣也被帶入巴黎音樂院當中，音樂院的學生多認為交響曲僅是練習用途，是奪獎（例如羅馬大獎）的過程，卻不是最重要的一種。朱利安·蒂爾索在1903年的紀錄：
交響曲在19世紀的法國樂界被視為學術習作，是「通往羅馬的一站」。將交響曲寫好，是年輕作曲家爭取認同的必經過程，不過評委們對於交響曲的價值並不真正認同。[...]
相對而言，组曲（交響組曲）似乎更受到法國作曲家的關注，比才的《羅馬交響曲》便是一例。《羅馬交響曲》是比才多年累積而成的創作，直到他1875年過世為止，都在持續修改。這首交響曲相較C大調交響曲更有份量，不過卻沒有得到太多肯定。

### 重見天日
一般認為D·C·帕克是將這首C大調交響曲發掘，重新使大眾注意的主要人物，實際上音樂學學者讓·尚塔瓦納在1933年期刊《吟遊詩人》（Le Ménestrel）文章，公布了自己的發現。帕克進而將此曲引導至指揮費利克斯·魏因加特納處，後者於1935年指揮演出（瑞士，巴塞爾），受到好評。同年，環球將作品付梓。
出版後，C大調交響曲開始被廣泛演出。音樂學學者John W. Klein參加了倫敦方面的首演，認為這首作品「迷人」且「優美」，他的評論被廣泛接受認可。許多學者也認可這首交響曲的優點，其足以與年輕的海頓、莫扎特、孟德爾頌、舒曼、羅西尼和貝多芬比擬。
1937年11月26日，倫敦愛樂樂團在瓦爾特·戈爾指揮下錄製了此曲。

## 分析
本曲使用雙管配器，依照工具書《管弦樂作品手冊》指示，可簡記為2 2 2 2—4 2 0 0—tmp—str。形式為四樂章體，其中第一、第四樂章採奏鳴曲式。
1. 生動的快板（Allegro vivo）
2. 慢板（Adagio）
3. 詼諧曲，活潑的快板（Scherzo. Allegro vivace）
4. 活潑的快板（Allegro vivace）

### 第一樂章
比才在第一樂章的開首（全體齊奏和弦）和結束句的手法與古諾類似，更有直接引用古諾素材的情節（e.g. 第86小節、141小節起，見圖）。

### 第二樂章
這個樂章與古諾D大調交響曲的第二樂章相當相似，二首作品在發展部都有一段小賦格，手法也各自近似，包括輕聲（sotto voce）和斷奏等，句法（句長）也接近。此外，第一主題各自在再現部由弦樂演奏，使人回想起賦格和發展段。

### 第三樂章
在速度、曲趣上和古諾相差不少，不過比才仍然在自己的第三樂章中段引用了古諾的素材。使用了相似的配器，例如以木管樂器為主體，弦樂則是和聲等。

### 第四樂章
比才在結束的樂句仿效古諾的手法，在音樂建築的角度來說，結構感與古諾相當近似。
最後，比才和古諾二人使用的樂隊也幾乎相同：規模小，不使用短笛、豎琴和長號等樂器。
在上述的特點以外，一般仍然認為比才一方有較高的評價，在和聲語言和旋律上尤有獨到之處。比才的作品見光之後，古諾的交響曲便乏人問津，漸漸從音樂會現場和錄音選擇中淡出。

## 衍生作品
- 乔治·巴兰奇根據此曲進行編舞（芭蕾），1947年由巴黎歌劇院芭蕾舞團（英语：Paris Opera Ballet）演出。

## 外部連結
- 比才C大調交響曲：国际乐谱典藏计划上的乐谱